# Pholcus maronita
Pholcus maronita är en spindelart som beskrevs av Brignoli 1977. Pholcus maronita ingår i släktet Pholcus och familjen dallerspindlar.
Artens utbredningsområde är Libanon. Inga underarter finns listade i Catalogue of Life.